# Lisa Brambani
Lisa Brambani (Bradford, 18 augustus 1967) is een wielrenner uit het Verenigd Koninkrijk.
Op de Olympische Zomerspelen 1988 in Seoul reed Brambani de wegrace, waar ze als elfde finishte.
In 1989 werd Brambani Brits nationaal kampioene op de weg.
In 1990 nam Brambani deel aan de Gemenebestspelen.
Brambani is de moeder van Abby-Mae Parkinson die ook wielrenster is.